# Sturzkampfgeschwader 51
La Sturzkampfgeschwader 51 (St.G.51) (51e escadron de bombardement en piqué) est une unité de bombardements en piqué de la Luftwaffe pendant la Seconde Guerre mondiale.

## Opérations
Le St.G.51 a mis en œuvre des avions Junkers Ju 87B.

## Organisation
Le St.G.51 n'a été que partiellement constitué, sans Geschwaderstab (état-major d'escadron) avec seulement un gruppe. 

### III. Gruppe
Formé le 1er mai 1939 à Wertheim à partir du III./St.G.165 avec :
- Stab III./St.G.51 à partir du Stab III./St.G.165
- 7./St.G.51 à partir du 7./St.G.165
- 8./St.G.51 à partir du 8./St.G.165
- 9./St.G.51 à partir du 9./St.G.165

Le 9 juillet 1940, le III./St.G.51 devient II./St.G.1 avec :
- Stab III./St.G.51 devient Stab II./St.G.1
- 7./St.G.51 devient 4./St.G.1
- 8./St.G.51 devient 5./St.G.1
- 9./St.G.51 devient 6./St.G.1

Gruppenkommandeure (Commandant de groupe) :
| Début        | Fin            | Grade     | Nom        |
| ------------ | -------------- | --------- | ---------- |
| 1er mai 1939 | 9 juillet 1940 | Hauptmann | Anton Keil |